# 개성후
개성후 왕개(開城侯 王暟, ? ~ 1062년 음력 8월 28일)은 고려의 왕족이다. 정종과 용의왕후의 아들이다.

## 생애

### 가계
고려의 제10대 왕 정종의 넷째 아들로, 어머니는 용의왕후 한씨이다. 생년은 명확하지 않다. 성은 왕, 이름은 개(暟), 본관은 개성이다. 덕종의 조카이며, 문종은 이복 숙부인 동시에 5촌 당숙이 되기도 한다.
개성후의 모후 용의왕후는 단주 한씨 한조의 딸로, 정종의 제1비 용신왕후와 친자매간이다. 1038년(정종 4년) 음력 4월 여비에 책봉되었고, 이후 창성궁주, 현덕궁주를 거쳐 1040년(정종 6년) 음력 2월 왕후에 책봉되었다. 일찍 부왕을 잃고 문종의 손에 양육되었다.

### 왕자 시절
왕개는 문종 즉위 후인 1052년(문종 6년) 음력 10월 22일 개부의동삼사 수태위 겸 상서령 상주국에 임명되고 개성후(開城侯)에 봉작되었으며 동시에 식읍 2,000호를 받았다. 또 이때 자인보리좌화공신의 칭호도 함께 받았다.
그러나 왕개는 1062년(문종 16년) 음력 8월 28일 사망하였다. 사후 왕개에게는 신상(愼殤)의 시호가 올려졌다. 묘는 미상이다.

## 가족 관계
- 조부 : 제8대 현종(顯宗, 992~1031, 재위:1009~1031)
- 조모 : 현종 제3비 원성왕후(元成王后, ?~1028)
  - 백부 : 제9대 덕종(德宗, 1016~1034, 재위:1031~1034)
  - 아버지 : 제10대 정종(靖宗, 1018~1046, 재위:1034~1046)
- 외조부 : 한조(韓祚, 생몰년 미상)
  - 어머니 : 정종 제2비 용의왕후(容懿王后, 생몰년 미상)
    - 형 : 애상군 왕방(哀殤君 王昉, 생몰년 미상)
    - 형 : 낙랑후 왕경(樂浪侯 王璥, 생몰년 미상)

  - 외삼촌 : 한규(韓圭, 생몰년 미상)